# Scaphoidophyes furcatus
Scaphoidophyes furcatus är en insektsart som beskrevs av Barnett 1980. Scaphoidophyes furcatus ingår i släktet Scaphoidophyes och familjen dvärgstritar. Inga underarter finns listade i Catalogue of Life.